# Zwierciadło dla zarządzających
Zwierciadło dla zarządzających (ang. The Mirror for Magistrates) – wielkie objętościowo dzieło zbiorowego autorstwa wydawane kilkakrotnie w Anglii w stale poszerzanych wersjach w epoce panowania Tudorów (XVI wiek).

## Charakterystyka ogólna
Utwór stanowi zbiór żywotów (biografii) różnych historycznych postaci, opowiadanych z położeniem szczególnego nacisku na tragiczny koniec ich ziemskiej drogi. Dzieło miało stanowić kontynuację Upadku książąt piętnastowiecznego poety Johna Lydgate’a. Tradycyjnie za głównego współautora uznawano Thomasa Sackville’a. W roli pierwszego antologisty wystąpił William Baldwin, namówiony do tego zadania przez mistrza drukarskiego Johna Waylanda

## Forma
Utwór został napisany przy wykorzystaniu strofy królewskiej, czyli zwrotki siedmiowersowej rymowanej ababbcc, wprowadzonej do poezji angielskiej przez Geoffrey'a Chaucera, a używanej między innymi przez wspomnianego Johna Lydgate’a.
But what thing may suffice unto the greedy man?
The more he hath in hold, the more he doth desire;
Happy and twice happy is he, that wisely can
Content himself with that, which reason doth require,
And moyleth for no more then for his needefull hire;
But greediness of mind doth seldom keep the syse,
To whom enough and more doth never well suffice.

## Treść
Utwór składa się z exemplów, czyli biografii sławnych osób, przedstawionych ludziom jako wzór pozytywny lub negatywny. Tytuł sugeruje, że poszczególne żywoty mają być edukacyjnymi obrazami dla rządzących państwem, podobnie zresztą jak kroniki dramatyczne, znane z twórczości Christophera Marlowe'a (Edward II) i Williama Szekspira (Henryk V, Ryszard III). W tamtych czasach jakakolwiek bezpośrednia krytyka władcy była uznawana za obrazę majestatu i kończyła się w lochu albo na szafocie. Tylko duchownym i błaznom wolno było napominać monarchę, a i to w ograniczonym zakresie. Thomas More za sprzeciw wobec decyzji króla Henryka VIII zapłacił głową. Nakreślone w Zwierciadle dla zarządzających sylwetki miały za zadanie w zawoalowany sposób wpływać na postępowanie króla lub królowej, przypominając im smutny los wielu tyranów, usuniętych z tronu przez własnych poddanych.